# Старое-Сорокинское
Старое-Сорокинское — деревня в Вышневолоцком городском округе Тверской области.

## География
Находится в центральной части Тверской области на расстоянии приблизительно 15 км по прямой на север-северо-восток от города Вышний Волочёк.

## История
Была отмечена на карте 1825 года. В 1859 году здесь (деревня Вышневолоцкого уезда) был учтен 31 двор. До 2019 года входила в состав ныне упразднённого Сорокинского сельского поселения Вышневолоцкого муниципального района.
Распоряжение Правительства Российской Федерации №4076-р от 22.12.2022 г. деревня Старое переименована в Старое-Сорокинское.

## Население
Численность населения составляла 215 человек (1859 год), 134 (русские 98 %) в 2002 году, 123 в 2010.